# آل جوینر
آل جوینر (انگلیسی: Al Joyner؛ زادهٔ ۱۹ ژانویه ۱۹۶۰) ورزشکار پرش سه‌گام اهل ایالات متحده آمریکا بود.
وی در مسابقات کشوری و بین‌المللی در مجموع برندهٔ ۱ مدال طلا شده‌است.